# Nematoscelis tenella
Nematoscelis tenella är en kräftdjursart som beskrevs av Georg Ossian Sars 1883. Nematoscelis tenella ingår i släktet Nematoscelis och familjen lysräkor. Inga underarter finns listade i Catalogue of Life.